# Bandy i Nordamerika
Bandy i Nordamerika spelas främst i USA och Kanada. Spelet spreds till dit under 1970-talet och 1980-talet. I Nordamerika är ishockey mycket populärt och bandyn har ännu inte hunnit etablera sig på samma sätt som i till exempel flera delar av Europa. Minnesota är USA:s bandyfäste medan Manitoba är motsvarigheten i Kanada.